# 伊藤勲 (野球)
伊藤 勲（いとう いさお、1942年5月14日 - 2007年5月26日）は、宮城県仙台市出身（岩手県生まれ）のプロ野球選手（捕手）・コーチ、解説者。愛称は「キートン」。

## 経歴

### プロ入り前
父親の転勤で幼少期を各地で過ごし、中学時代に仙台市に移る。東北高校では3年次の1960年に夏の甲子園に出場したが、1回戦で青森高に敗退。強肩強打の捕手として大洋や巨人なども注目したが、1959年に同校の先輩である波山次郎が大洋に入団していたこともあって、1961年に大洋ホエールズへ入団。契約金は170万円で、年俸は36万円であった。

### 現役時代
1年目の同年から一軍でマスクを被り、7月30日の中日戦（川崎）の9回裏に蓜島久美に代わって初出場を果たす。2年目の1962年9月16日の中日戦（中日）では守備固めで出場して延長11回表に打順が回り、柿本実から初安打を放つが、これがきっかけでチームはサヨナラ勝ちを収める。3年目の1963年4月28日の巨人戦（川崎）に8番・捕手で初先発出場を果たすと、1963年5月30日の中日戦（川崎）の9回裏に森田斌の代打で出場し、西尾慈高から左越逆転サヨナラ3ラン本塁打を放って初本塁打・初打点を記録。
1964年から正捕手として活躍し始め、三原脩監督に「グラウンドの指揮官」と呼ばれた土井淳からレギュラーの座を奪い取る形となり、過去3年間の計55試合出場から一気に125試合に出場。同年のオールスターゲームにも初選出され、その後も1968年、1969年、1972年、1973年と4度も出場。1969年には自己最多かつ2023年現在も大洋→横浜→DeNAの捕手として最多の23本塁打、60打点を挙げ、初めて規定打席にも到達する（15位、打率.266）。同年は27歳の誕生日となる5月14日の阪神戦（川崎）で権藤正利・若生智男から2本塁打をかっ飛ばし、セ・リーグで10号一番乗りを果たす。9月3日の巨人戦（川崎）では、ここまで巨人戦7本塁打・打率.373の数字を買った別当薫監督が初めて4番に起用し、1回裏に高橋一三から先制の2点本塁打を左翼席へ運んだ。試合前の打撃練習で自打球を左足に当てて痛みが残ったが、「どこか故障している方がなぜかいい結果がでる」と話していた。2001年に谷繁元信が20本塁打を放ったのも、伊藤以来32年ぶりのことであった。
1972年は6月3日と4日に札幌円山で行われた中日との「札幌シリーズ」では大活躍し、3試合3本塁打9打点でシリーズのMVPを獲得。来札するまで5連敗中であったチームも、2勝1分と勝ち越しでシリーズは終了。伊藤も来札するまで本塁打は僅か2本であったが、3日に先発の三沢淳から逆転本塁打を放つと、4日のダブルヘッダー第2試合は稲葉光雄・渋谷幸春から2打席連続本塁打を放った。守備では3日に完投勝利を収めた平松政次、4日に投げた坂井勝二らを調子が上がらない中で懸命にリードし、チームの3位キープに貢献。賞品であるニセコにある約330平方メートルの別荘地1区画を獲得し、伊藤は「温泉にゴルフにスキーとなんでもそろっている。今からでも移り住みたい」と喜び、大洋ナインから「マイホームも嫁さんもいない（当時）のに先に別荘なんかもらって」と冷やかした。古くはドサ回りと言われた、本拠地以外での主催試合などでよく活躍することから「ドサキング」と名付けられた。
同24日の阪神戦（川崎）に7番・捕手で先発出場して1000試合出場を達成し、打撃では3打数2安打1打点、守備では平松政次・石幡信弘・鬼頭洋をリードして勝利。
1973年には青田昇監督の下で初めてフル出場するなど活躍し、同年10月10日の中日戦（中日）で8回表に水谷寿伸から左越ソロ本塁打を放って100本塁打を達成。
移籍入団の大橋勲・辻佳紀をはね除けてレギュラーの座を守ったが、打率の低さがネックになり、秋山登監督が就任した1975年からは台頭著しい福嶋久晃や阪神から移籍してきた辻恭彦との併用が続く。1976年8月29日の広島戦（川崎）に6番・捕手で先発出場して1500試合出場を達成するが、別当が2度目の監督に就任した1977年からは、完全にレギュラーを福嶋に奪われる。
1979年には広瀬叔功監督に請われる形で、佐藤道郎との交換トレードにより田村政雄と共に南海ホークスへ移籍。1977年に野村克也プレイングマネージャーが解任され、捕手不足に泣いた南海とストッパー不在の大洋との思惑が一致した。
南海では伊藤の大洋時代の背番号5を和田徹が着けていたが、引退してコーチに就任したため、伊藤に譲渡した。移籍1年目には広瀬に重用され、黒田正宏の2番手捕手として活躍。10本塁打を放つと共に長打率は自己最高の.475を記録し、チームの最下位脱出に貢献。同年8月11日の阪急戦（大阪）では4回裏に白石静生から左翼席に本塁打を放ち、1000本安打を達成。1980年7月29日の日本ハム戦（大阪）で2回裏に木田勇からソロ本塁打を放ち、150本塁打を達成。南海移籍後は肩の衰えから捕手以外に指名打者として出場することも多く、3番を打つこともあったが、同年10月5日の近鉄戦（日生）ダブルヘッダー第1試合で最後の安打を放ち、第2試合が最後の出場となった。一軍出場がゼロに終わった1981年に現役を引退。

### 引退後
引退後は古巣・大洋に二軍バッテリーコーチ（1982年 - 1984年）として復帰し、市川和正を指導。退団後はTVK解説者を経て、プロ野球マスターズリーグ・東京ドリームスに参加。還暦捕手として活躍し、2001年と2002年にはマスターズリーグ賞を受賞。自宅の一室をトレーニングルームに改築するなど体力維持に務め、2004年にはNTT東日本のコーチに就任。2004年の日本選手権ではベスト8、2005年の都市対抗ではベスト4に入るなど強豪チームに育て上げたが、体調不良のため2006年シーズンをもって退部。2007年5月26日、肺癌のため東京都内の病院で死去。65歳没。

## 詳細情報

### 年度別打撃成績
| 年 度      | 球 団      | 試 合 | 打 席 | 打 数 | 得 点 | 安 打 | 二 塁 打 | 三 塁 打 | 本 塁 打 | 塁 打 | 打 点 | 盗 塁 | 盗 塁 死 | 犠 打 | 犠 飛 | 四 球 | 敬 遠 | 死 球 | 三 振 | 併 殺 打 | 打 率 | 出 塁 率 | 長 打 率 | O P S |
| ---------- | ---------- | ----- | ----- | ----- | ----- | ----- | -------- | -------- | -------- | ----- | ----- | ----- | -------- | ----- | ----- | ----- | ----- | ----- | ----- | -------- | ----- | -------- | -------- | ----- |
| 1961       | 大洋       | 4     | 0     | 0     | 0     | 0     | 0        | 0        | 0        | 0     | 0     | 0     | 0        | 0     | 0     | 0     | 0     | 0     | 0     | 0        | ----  | ----     | ----     | ----  |
| 1962       | 大洋       | 11    | 6     | 6     | 0     | 1     | 0        | 0        | 0        | 1     | 0     | 0     | 0        | 0     | 0     | 0     | 0     | 0     | 3     | 1        | .167  | .167     | .167     | .333  |
| 1963       | 大洋       | 40    | 48    | 45    | 4     | 9     | 1        | 0        | 2        | 16    | 5     | 0     | 0        | 0     | 0     | 3     | 0     | 0     | 8     | 2        | .200  | .250     | .356     | .606  |
| 1964       | 大洋       | 125   | 412   | 374   | 36    | 81    | 11       | 0        | 13       | 131   | 51    | 1     | 6        | 4     | 2     | 26    | 2     | 6     | 100   | 18       | .217  | .277     | .350     | .627  |
| 1965       | 大洋       | 104   | 255   | 228   | 17    | 45    | 10       | 0        | 4        | 67    | 17    | 0     | 1        | 6     | 3     | 14    | 2     | 4     | 46    | 4        | .197  | .253     | .294     | .547  |
| 1966       | 大洋       | 101   | 256   | 235   | 15    | 53    | 6        | 0        | 5        | 74    | 18    | 1     | 0        | 3     | 1     | 15    | 5     | 2     | 34    | 7        | .226  | .277     | .315     | .592  |
| 1967       | 大洋       | 106   | 321   | 289   | 23    | 68    | 16       | 0        | 5        | 99    | 22    | 1     | 2        | 3     | 0     | 25    | 4     | 4     | 46    | 7        | .235  | .305     | .343     | .648  |
| 1968       | 大洋       | 122   | 401   | 345   | 31    | 65    | 6        | 1        | 14       | 115   | 32    | 1     | 2        | 5     | 3     | 44    | 3     | 4     | 76    | 11       | .188  | .285     | .333     | .619  |
| 1969       | 大洋       | 126   | 469   | 429   | 49    | 114   | 15       | 1        | 23       | 200   | 60    | 1     | 3        | 5     | 3     | 28    | 4     | 4     | 75    | 10       | .266  | .315     | .466     | .781  |
| 1970       | 大洋       | 102   | 284   | 254   | 16    | 53    | 7        | 1        | 7        | 83    | 28    | 1     | 1        | 6     | 0     | 18    | 3     | 6     | 47    | 7        | .209  | .277     | .327     | .604  |
| 1971       | 大洋       | 110   | 324   | 293   | 21    | 57    | 13       | 1        | 4        | 84    | 28    | 1     | 0        | 1     | 4     | 22    | 2     | 4     | 56    | 8        | .195  | .257     | .287     | .544  |
| 1972       | 大洋       | 123   | 410   | 378   | 28    | 80    | 11       | 1        | 12       | 129   | 40    | 1     | 0        | 5     | 3     | 22    | 0     | 2     | 47    | 20       | .212  | .257     | .341     | .598  |
| 1973       | 大洋       | 130   | 451   | 394   | 31    | 93    | 14       | 0        | 11       | 140   | 35    | 2     | 3        | 5     | 2     | 45    | 6     | 5     | 72    | 11       | .236  | .321     | .355     | .676  |
| 1974       | 大洋       | 93    | 257   | 235   | 20    | 51    | 4        | 2        | 9        | 86    | 24    | 1     | 2        | 1     | 2     | 16    | 1     | 3     | 40    | 7        | .217  | .273     | .366     | .639  |
| 1975       | 大洋       | 116   | 345   | 321   | 24    | 84    | 12       | 3        | 10       | 132   | 36    | 2     | 2        | 5     | 1     | 18    | 4     | 0     | 52    | 14       | .262  | .300     | .411     | .711  |
| 1976       | 大洋       | 107   | 294   | 267   | 27    | 75    | 12       | 0        | 13       | 126   | 36    | 2     | 1        | 4     | 1     | 16    | 1     | 6     | 46    | 9        | .281  | .334     | .472     | .836  |
| 1977       | 大洋       | 80    | 120   | 105   | 10    | 31    | 0        | 0        | 5        | 46    | 20    | 1     | 0        | 0     | 2     | 11    | 1     | 2     | 20    | 3        | .295  | .367     | .438     | .805  |
| 1978       | 大洋       | 46    | 52    | 47    | 1     | 9     | 2        | 0        | 0        | 11    | 3     | 0     | 0        | 0     | 1     | 4     | 0     | 0     | 18    | 2        | .191  | .250     | .234     | .484  |
| 1979       | 南海       | 81    | 242   | 223   | 30    | 56    | 18       | 1        | 10       | 106   | 27    | 0     | 1        | 1     | 0     | 15    | 0     | 3     | 51    | 12       | .251  | .307     | .475     | .782  |
| 1980       | 南海       | 44    | 117   | 104   | 16    | 29    | 4        | 0        | 5        | 48    | 13    | 0     | 1        | 0     | 0     | 13    | 1     | 0     | 13    | 3        | .279  | .359     | .462     | .821  |
| 通算：20年 | 通算：20年 | 1771  | 5064  | 4572  | 399   | 1054  | 162      | 11       | 152      | 1694  | 495   | 16    | 25       | 54    | 28    | 355   | 39    | 55    | 850   | 156      | .231  | .292     | .371     | .663  |

- 各年度の太字はリーグ最高

### 記録
初記録
- 初出場：1961年7月30日、対中日ドラゴンズ15回戦（川崎球場）、9回表に蓜島久美に代わり捕手で出場
- 初安打：1962年9月16日、対中日ドラゴンズ21回戦（中日スタヂアム）、11回表に柿本実から
- 初先発出場：1963年4月28日、対読売ジャイアンツ5回戦（川崎球場）、8番・捕手で先発出場
- 初本塁打・初打点：1963年5月30日、対中日ドラゴンズ7回戦（川崎球場）、9回裏に森田斌の代打で出場、西尾慈高から左越逆転サヨナラ3ラン

節目の記録
- 1000試合出場：1972年6月24日、対阪神タイガース12回戦（川崎球場）、7番・捕手で先発出場 ※史上158人目
- 100本塁打：1973年10月10日、対中日ドラゴンズ21回戦（中日スタヂアム）、8回表に水谷寿伸から左越ソロ ※史上76人目
- 1500試合出場：1976年8月29日、対広島東洋カープ21回戦（川崎球場）、6番・捕手で先発出場 ※史上51人目
- 1000安打：1979年8月11日、対阪急ブレーブス後期4回戦（大阪スタヂアム）、4回裏に白石静生からソロ ※史上114人目、1695試合目での達成は史上最遅
- 150本塁打：1980年7月29日、対日本ハムファイターズ後期4回戦（大阪スタヂアム）、2回裏に木田勇からソロ ※史上57人目

その他の記録
- オールスターゲーム出場：5回 （1964年、1968年、1969年、1972年、1973年）

### 背番号
- 34 （1961年 - 1966年）
- 5 （1967年 - 1981年）
- 77 （1982年 - 1984年）